# Дурманов, Николай Дмитриевич
Николай Дмитриевич Дурманов (5 мая 1946, Москва) — советский и российский медик, специалист в области биотехнологий, генной инженерии, космической медицины. Доктор медицинских наук.
Директор Антидопинговой инспекции Олимпийского комитета России (2001—2007), председатель Экспертного совета российского антидопингового агентства «РАДА».

## Биография
Окончил Первый Московский медицинский институт. Много лет работал в системе космической медицины, руководил биотехнологическими производствами в России, является специалистом в генной инженерии. По этому профилю работал в более чем 30 странах мира.
С 1990 по 1998 год руководил медико-биологическим центром в ЮНИДО (Организация ООН по промышленному развитию).
В 1998 году начал работать в системе Олимпийского комитета России.
В 2001 году возглавлял антидопинговый комитет Федерального агентства по физкультуре и спорту РФ. Уволился 31 июля 2007 года по собственному желанию.
В конце октября 2008 года назначен руководителем медицинского центра Континентальной хоккейной лиги, созданной после смерти 19-летнего хоккеиста омского «Авангарда» Алексея Черепанова. После этого экстренно были созданы программы кардиологической диагностики. При этом все понимали, что треть игроков скрывает жалобы. В итоге было обнаружено, что 1-2 процента игроков КХЛ, в основном из числа молодёжи, должны быть отстранены от спорта, так как могли умереть на льду в любой момент. Однако, как отметил Пётр Лидов, «Нам не удалось полностью реализовать ту программу. Мы не стали инстанцией, которая может отстранить игрока. Остановились на рекомендациях и отдали все на откуп клубам». Проработал на этой должности до 2011 года.
В январе 2016 года стало известно, что Министерство спорта России предложило Николаю Дурманову возглавить новую антидопинговую лабораторию в Москве, созданную после того как всероссийский антидопинговый центр был закрыт по требованию Всемирного антидопингового агентства из-за подозрения в уничтожении почти полутора тысяч допинг-проб.
С 2020 года назначен специальным представителем Министерства науки и высшего образования РФ по экологической и биологической безопасности. Работает заместителем директора по развитию Института X-BIO Тюменского государственного университета. Эксперт по тематическому фокусу "Биологическая безопасность человека, животных и растений" в Западно-Сибирском межрегиональном научно-образовательном центре (НОЦ) Тюменской области, Ханты-Мансийского автономного округа-Югры и Ямало-Ненецкого автономного округа. Научный руководитель федерального проекта "Карбон".